# Skurów
Skurów – wieś sołecka w Polsce położona w województwie mazowieckim, w powiecie grójeckim, w gminie Grójec.
Od 1 stycznia 1973 do 31 grudnia 1974 w gminie Belsk Duży. 1 stycznia 1975 sołectwo Skurów włączono do gminy Grójec.
W latach 1975–1998 miejscowość administracyjnie należała do województwa radomskiego.
W Skurowie znajduje się zjazd z drogi ekspresowej S7 na drogę wojewódzką 730 oraz węzeł tych dróg.